# Voskobiinîkî, Kremenciuk
Voskobiinîkî (în ucraineană Воскобійники) este un sat în comuna Ialînți din raionul Kremenciuk, regiunea Poltava, Ucraina.

## Demografie
Componența lingvistică a localității Voskobiinîkî
     Ucraineană (88,33%)
     Rusă (8,33%)
     Română (3,33%)
Conform recensământului din 2001, majoritatea populației localității Voskobiinîkî era vorbitoare de ucraineană (88,33%), existând în minoritate și vorbitori de rusă (8,33%) și română (3,33%).